# Добрыни (Торжокский район)
Добрыни — деревня в Торжокском районе Тверской области. Относится к Никольскому сельскому поселению.

## География
Находится в 7 км к западу от центра Торжка на автодороге «Торжок — Рудниково».

## История
Деревня образовалась в начале XX века, как выселок.
В 1997 году в деревне 29 хозяйств, 51 житель.

## Население
| 1997 | 2010 |
| ---- | ---- |
| 51   | ↘42  |